# Río Guanape
El río Guanape es un río que atraviesa la parte suroeste del estado de Estado Anzoátegui, en Venezuela, cubre las zonas del Guanape, Valle de Guanape y parte de Guaribe y San José de Guarbe. Este río es de un caudal irregular y cuenta con cerca de 200 kilómetros de longitud y es un afluente del río Unare.
- Datos: Q6115206
- Multimedia: Guanape River / Q6115206